# Krążowniki lekkie typu Atlanta

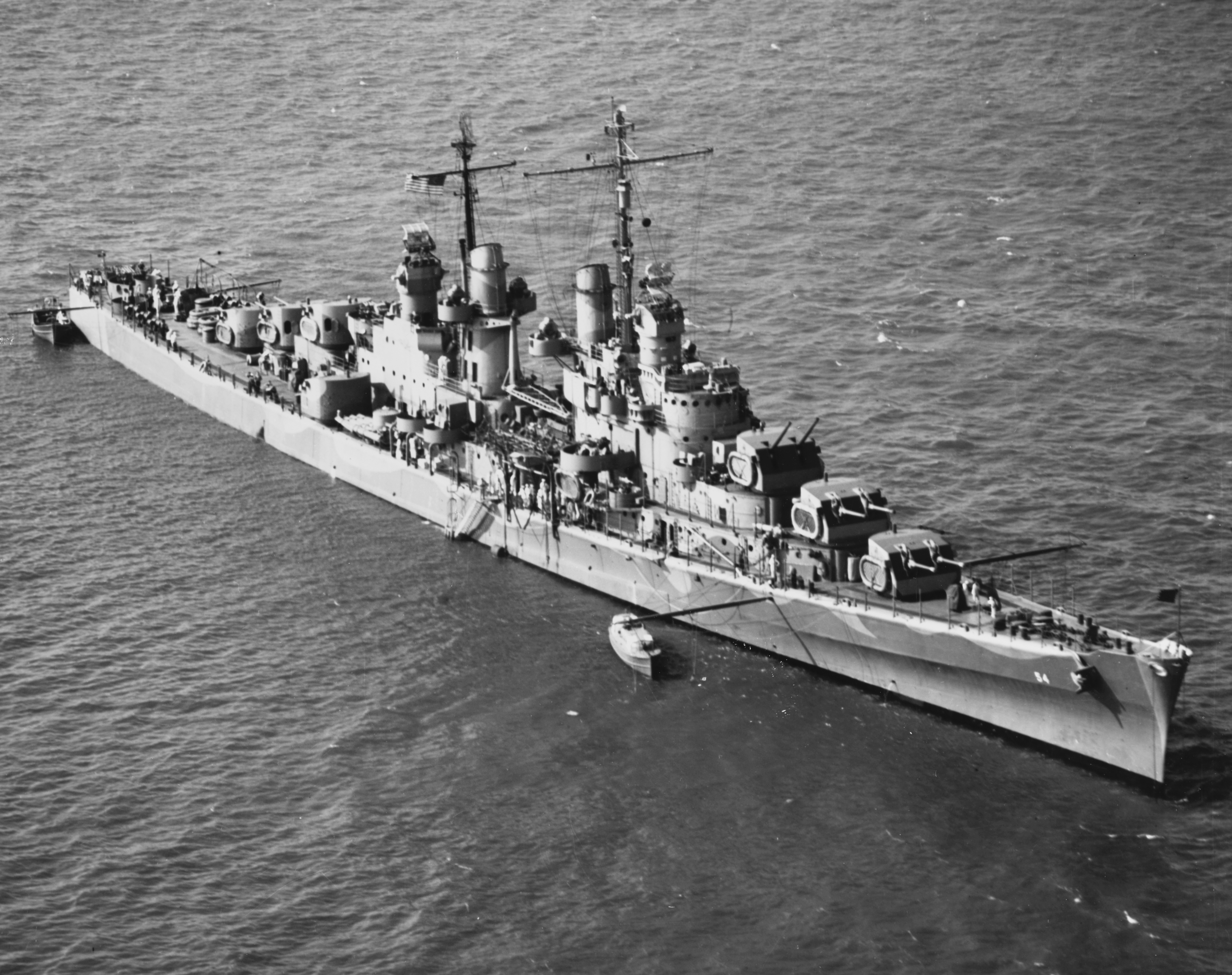
USS San Juan

Krążowniki typu Atlanta – amerykańskie krążowniki przeciwlotcze z czasów II wojny światowej, intensywnie wykorzystywane zespołach okrętów nawodnych, zwłaszcza do obrony przeciwlotniczej lotniskowców.
Krążowniki tego typu dysponowały największą salwą burtową artylerii przeciwlotniczej z okrętów wszystkich flot początku wojny, o połowę większą od współczesnych im – pięciokrotnie od nich większych – amerykańskich pancerników. Podstawowym uzbrojeniem artyleryjskim jednostek o wyporności około 6000 ton standardowych było 16 dział uniwersalnych 127 mm L/38 do zwalczania samolotów i lekkich okrętów na dużych dystansach. Artyleria główna wsparta była lekkim uzbrojeniem artyleryjskim w postaci 16 działek 1.1" /75 w czterech podstawach poczwórnych oraz 20 działek Oerlikon 20 mm do zwalczania celów powietrznych na średnich i krótkich dystansach.
Trzy okręty tego typu, USS „Juneau” (CL-52), „San Diego” (CL-53) oraz „San Juan” (CL-54), szczególnie wyróżniły się podczas wielkiej powietrzno-morskiej bitwy pod Santa Cruz, w czasie której zestrzeliły większość utraconych przez Kidō-butai samolotów.
|                         | Stocznia                        | Położenie stępki     | Wodowanie            | Wejście do służby | Zakończenie służby  |
| ----------------------- | ------------------------------- | -------------------- | -------------------- | ----------------- | ------------------- |
| USS „Atlanta” (CL-51)   | Federal Shipbuilding            | 22 kwietnia 190      | 6 września 1941      | 24 grudnia 1941   | 13 listopada 1942 † |
| USS „Juneau” (CL-52)    | Federal Shipbuilding            | 27 maja 1940         | 25 października 1941 | 14 lutego 1942    | 13 listopada 1942 † |
| USS „San Diego” (CL-53) | Fore River Shipyard             | 27 marca 1940        | 26 lipca 1941        | 10 stycznia 1942  | 4 listopada 1946    |
| USS „San Juan” (CL-54)  | Fore River Shipyard             | 15 maja 1940         | 6 września 1941      | 28 lutego 1942    | 9 listopada 1946    |
|                         |                                 |                      |                      |                   |                     |
| USS „Oakland” (CL-95)   | Bethlehem Steel (San Francisco) | 15 lipca 1941        | 23 października 1942 | 17 lipca 1943     | 1 lipca 1949        |
| USS „Reno” (CL-96)      | Bethlehem Steel (San Francisco) | 1 sierpnia 1941      | 23 grudnia 1942      | 28 grudnia 1943   | 4 listopada 1946    |
| USS „Flint” (CL-97)     | Bethlehem Steel (San Francisco) | 23 października 1942 | 25 stycznia 1944     | 31 sierpnia 1944  | 6 maja 1947         |
| USS „Tucson” (CL-98)    | Bethlehem Steel (San Francisco) | 23 grudnia 1942      | 3 września 1944      | 3 lutego 1945     | 11 czerwca 1949     |